# Cave Junction, Oregon
Cave Junction được hợp nhất vào năm 1948, là một thành phố trong Quận Josephine, Oregon, Hoa Kỳ. Theo điều tra dân số Hoa Kỳ năm 2000, thành phố có tổng dân số là 1.363 người. Ước tính năm 2007 là 1.685 cư dân. Khẩu hiệu của nó là "Cửa ngỏ đến các hang động Oregon." Thành phố mang cái tên này vì nguyên thủy vị trí của nó nằm ở nơi gặp nhau (junction) của Xa lộ Redwood (Quốc lộ Hoa Kỳ 199) và Xa lộ Caves (Xa lộ Oregon 46).

## Lịch sử
Khoảng hàng ngàn năm, người bản thổ Mỹ Takelma đã sống trong thung lũng Illinois. Nền văn hóa của họ bị tàn phá khi vàng được tìm thấy đầu thập niên 1850, gây ra Chiến tranh sông Rogue. Sau hiệp ước năm 1853, đa số người bản thổ Mỹ Takelma sống trong Khu dành riêng cho người bản thổ Table Rock. Năm 1856, sau khi chiến tranh kết thúc, họ bị đưa đến Khu dành riêng cho người bản thổ Grand Ronde và Khu dành riêng cho người bản thổ Siletz.
Vàng đầu tiên trong lịch sử Oregon được tìm thấy trong thung lũng Illinois và thỏi vàng lớn nhất (19 cân Anh) cũng tìm thấy tại đây. Năm 1904, hơn 50 năm sau khi những người tìm vàng bắt đầu đào xới tìm kiếm vàng trong thung lũng, một thiếu niên 18 tuổi tên Ray Briggs đã tìm thấy các mà báo chí thời đó gọi là "phát hiện vàng lừng lẫy nhất chưa từng được tường thuật trong lịch sử Oregon". Trong lúc tìm vàng dọc theo lạch Sucker, cậu tìm thấy vàng nằm trên mặt đất. Cậu liền dựng bản tuyên bố chủ quyền và gọi nó là "Wounded Buck Mine". Khu vực vàng lộ thiên này sinh ra khoảng 1.777 ounce (hay 110 cân Anh) vàng. Mỏ vàng lộ thiên này là một mãng vàng có chiều rộng khoảng từ 12 đến 14 inch (0,36 m), chiều dài 12 foot (3,7 m) và bề dài 7 foot (2,1 m).
Khi vàng trong thung lũng Illinois cạn kiệt trong thập niên 1860 và thập niên 1870, các cư dân đã chuyển sang làm nông trại, bắt cá, lâm nghiệp, du lịch và nông nghiệp. Năm 1874, Elijah Davidson tìm thấy một cái hang động trong lúc đi săn và ông được ghi nhận là đã có công khám phá ra các hang động Oregon. Năm 1884, Walter C. Burch nghe Davidson nói về cái hang động và khởi sự tìm cách tranh chủ quyền tại miệng các hang động. Ông ta tính một đô la cho một chuyến viếng thăm có người hướng dẫn. Burch tìm cách lấy được bằng khoán đất nhưng sau đó vài năm thì đó bỏ ý tưởng này.
Tổng thống William Howard Taft thiết lập Đài tưởng niệm Quốc gia Các hang động Oregon rộng 480 mẫu Anh (1,9 km²) vào ngày 12 tháng 7 năm 1909 do Cục đặc trách rừng Hoa Kỳ quản lý. Năm 1923, Cục đặc trách rừng Hoa Kỳ giao hợp đồng xây dựng một khách sạn và các dịch vụ hướng dẫn cho một nhóm thương gia Grants Pass. Đến năm 1926, đài tưởng niệm có một biệt thự nhỏ và 7 nhà thô sơ hai phòng. Lưu thông xe cộ vào trong các hang động đưa đến việc phát triển 1 cộng đồng tại nơi giao tiếp của Xa lộ Redwood Highway và xa lộ nhánh dẫn đến các hang động (hiện giờ là Xa lộ Oregon 46). Cave Junction, ban đầu có tên là Cave City (Thành phố Cave), được thành lập vào năm 1926 trên vùng đất mà Elwood Hussey hiến tặng. Năm 1935, một bưu điện được xin phép mở ở đây và được đặt tên là "Caves City". Tuy nhiên các thẩm quyền bưu điện không chấp thuận, một phần là vì "City" (thành phố) có ý nghĩa là một nơi đã được hợp nhất. Trong số nhiều cái tên khác được đề nghị là "Cave Junction" đã được Ban đặc trách về địa danh của Hoa Kỳ thông qua vào năm 1936 và bưu điện cũng được đổi tên trong năm đó. Địa phương này được hợp nhất thành thành phố Cave Junction vào năm 1948. Nó là khu hợp nhất duy nhất trong thung lũng Illinois.

## Địa lý
Cave Junction nằm trên Quốc lộ Hoa Kỳ 199 ở điểm nối với Xa lộ Oregon 46. Nó nằm 48 km (30 dặm) về phía nam của Grants Pass, Oregon và 85 km (53 dặm) về phía đông bắc của Crescent City, California. Thành phố nằm trong thung lũng Illinois, trên sườn phía tây bắc của Dãy núi Siskiyou ở cao độ 480 mét (1575 bộ) trên mặt nước biển. Theo Cục điều tra dân số Hoa Kỳ, thành phố có tổng diện tích là 1,6 dặm vuông (4,2 km²), tất cả đều là mặt đất.